# 哈阿利夫環礁
北蒂拉敦马蒂环礁（羅馬化：Thiladhunmathi Uthuruburi），行政名称哈阿利夫環礁（英語：Haa Alif Atoll；以第一个与第八个它拿字母命名），是馬爾代夫最北端的行政環礁，由兩個環礁組成，共43個島嶼（其中14個有人居住）組成，人口為14724。

哈阿利夫環礁地圖，左上為伊哈萬迪波盧環礁，右下為北蒂拉敦馬蒂環礁

哈阿利夫環礁是行政環礁，僅為行政區劃，並不是自然環礁。一如其他行政環礁，這些名稱並不能精確地從地理或文化上劃分馬爾代夫。哈阿利夫環礁實際涵蓋伊哈萬迪波盧環礁和蒂拉敦马蒂环礁的北部。

## 外部連接
- . 馬爾代夫官方.   [2016-12-30]. （原始内容存档于2020-10-27）.